# هامون لوره
هامون لوره دریاچه‌ای در مرز افغانستان و پاکستان است. مناطق پیرامون این دریاچه با بیابان و نمکزار پوشیده شده و تراکم جمعیتی در آن به زیر ۲ نفر در هر کیلومتر مربع می‌رسد.